# A-2 Hrvatska košarkaška liga 2004./05.
A-2 Hrvatska košarkaška liga je predstavljala drugi razred hrvatskog košarkaškog prvenstva u sezoni 2004./05. igrano u pet skupina - „Jug”, „Zapad”, „Centar”, „Sjever” i „Istok”. Po završetku prvenstva, najsuspješnije momčadi su igrale dodatnu kvalifikacijsku ligu za ulazak u viši rang - A-1 ligu.

## Ljestvice

### Liga za popunu A-1
| mj | klub                  | ut | pob | por | koševi  | bod |                    |
| -- | --------------------- | -- | --- | --- | ------- | --- | ------------------ |
| 1. | Borik Puntamika Zadar | 10 | 8   | 2   | 904:766 | 18  | A-1 liga 2005./06. |
| 2. | Maksimir Zagreb       | 10 | 7   | 3   | 938:856 | 17  | A-1 liga 2005./06. |
| 3. | Dubrava Zagreb        | 10 | 5   | 5   | 882:830 | 15  |                    |
| 4. | Belišće               | 10 | 5   | 5   | 804:878 | 15  |                    |
| 5. | Poreč                 | 10 | 3   | 7   | 734:819 | 13  |                    |
| 6. | Vajda Čakovec         | 10 | 2   | 8   | 754:867 | 12  |                    |